# Leo Langer
Leo Langer (* 28. September 1952 in Waltrop; † 1. Oktober 2024) war ein deutscher Organist, Dirigent und Komponist. Er war Bezirkskantor im Erzbistum Freiburg mit Dienstsitz in Bruchsal bzw. Neureut (Karlsruhe).

## Leben
Leo Langer wuchs zunächst in Antwerpen auf, bevor die Familie nach Dormagen zog. Dort besuchte er die Grundschule und schließlich als externer Internatsschüler das Gymnasium Kloster-Knechtsteden, das er 1971 mit dem Abitur verließ. Im Alter von zehn Jahren erhielt er Geigenunterricht. Mit zwölf begann er das Klavierspiel und ab 1970 wechselte er schließlich zur Orgel.
1972 leistete er seinen Zivildienst in einem Jugendheim. Während dieser Zeit verbesserte er unter seinem Lehrer Hermann Max seine Fähigkeiten im Orgelspiel. 1973 legte er erfolgreich die Aufnahmeprüfung an der Musikhochschule Köln ab und studierte fortan Schulmusik, Klavier und Bratsche. Durch ein zusätzliches Studium belegte er die Fächer Dirigieren bei Johannes Hömberg und Cembalo bei Hugo Ruf. 1980 studierte er außerdem Kirchenmusik in Düsseldorf.
Leo Langers erste Wirkungsstätte als Kirchenmusiker war in Neuss Weckhoven, bis er 1985 Kantor in Ohligs (Solingen) wurde. Als das Amt des Bezirkskantors in Bruchsal vakant wurde, bewarb er sich auf diese Stelle. 1991 trat er seinen neuen Dienst in der Erzdiözese Freiburg an, wo er die dreijährige Kirchenmusikalische Grundausbildung (C-Kurs) mit wöchentlichem Orgel- und musiktheoretischem Unterricht leitete. Darüber hinaus war er langjähriges Mitglied des Salonorchesters Schwanen. 1992 gründete er zudem die „Musikwerkstatt Freiburg“, um dem Neuen Geistlichen Lied einen höheren Stellenwert in den Kirchengemeinden zu geben. Im Rahmen seines Wirkens beteiligte er sich unter anderem an Reisen zu Katholikentagen innerhalb Deutschlands.
Neben seinen beruflichen Verpflichtungen war Leo Langer auch als Komponist tätig. Seine „Marienvesper“ wurde zu seiner Verabschiedung in den Ruhestand am 18. März 2018 in der Hofkirche Bruchsal uraufgeführt. In der Nacht zum 1. Oktober 2024 erlag er einem Krebsleiden.

## Werkverzeichnis (Auswahl)

### Chor a-cappella
- Missa da pacem (1985)
- 2 Hefte „Lieder und Kanons für Kinder und solche, die es werden wollen“ (1985–89)
- „Der Herr hat es gegeben“ – für MLL (1986)
- „Ein Winterabend“ (G. Trakl) – 1987
- Hochgebet (2006) für Priester, Chor und Gemeinde
- Bagatellen für Frauenchor (2008) „Und…“ – „Hoffnung“ – „Meeresstrand“
- König David singt (2011) 10 Psalmen und Cantica für Frauenchor a cappella
- 2 Madrigale über persische Dichtung von Omar Khayyam (2015)
- „Mein junges Leben“ (2016)
- Wer Schmetterlinge lachen hört (2015)
- Das Marien-Leben (2012) für Chor a-cappella (Texte v. R. M. Rilke)
- Ite missa est/Bewahre uns, Gott (2012)
- CANTIQUA (2017) 5 Madrigale nach F. Petrarca

### Chor mit Instrumenten
- 2 Lieder nach G. Trakl (1987) „Die Sonne“, „Sommer“
- Marienvesper (1988) kleine Fassung
- Laughing Song (2012) für Akk-Orchester+Chor
- Lied des Hafez (2013) für Akk-Orchester+Chor
- Missa in resurrectione (2010) Musik für einen Gottesdienst
- Marienvesper (2016) große Fassung

### Instrumente
- MADRIGAL (2016) für Bigband
- Rondo (2017) für Bigband
- „Danse“ (2003) für Salonorchester (nach Cl. Debussy)